# David Johnson (Komponist)
David C. Johnson (* 30. Januar 1940 in Batavia, New York; † 28. Oktober 2021 in Basel) war ein seit 1964 in Europa lebender amerikanischer Komponist, Flötist, Performer von elektronischer Live-Musik, Lehrer elektronischer Musik und Leiter elektronischer Studios.

## Leben
David Johnson studierte an der Harvard University (M.A. in Komposition 1964) und in Paris bei Nadia Boulanger. An der Rheinischen Musikschule in Köln nahm er 1964 bis 1967 an den Kursen für Neue Musik teil.
1966–67, als freier Mitarbeiter am Kölner Studio für elektronische Musik des WDR, assistierte er Karlheinz Stockhausen bei der Produktion des elektronischen Werkes „Hymnen“ und bediente die Live-Elektronik bei den ersten Aufführungen der Kammermusik-Version von Stockhausen’s Werk „Mixtur“ (1967) und bei den Darmstädter Zusammenarbeiten, die Stockhausen leitete: „Ensemble“, 1967 und „Musik für ein Haus“, 1968. 1968 war er Dozent für elektronische Musik bei den Kölner Kursen für Neue Musik
Johnson war 1968 Gründungsmitglied einer experimentellen Musikgruppe mit dem Bassgitarristen Holger Schüring (später bekannt als Holger Czukay), Keyboardspieler Irmin Schmidt, Gitarrist Michael Karoli und Schlagzeuger Jaki Liebezeit, die unter dem Namen Can bekannt wurde. Zunehmende Rockmusik Einflüsse sah er als Begrenzung der musikalischen Freiheit und Qualität und beendete deshalb 1969 die Zusammenarbeit.
1970 führte er einige Prozess-Kompositionen von Stockhausen, Spiral, Pole und Expo im Deutschen Pavilion der Weltausstellung in Osaka, Expo ’70 auf.
1970, nach Osaka, gründeten die Komponisten Johannes Fritsch, Rolf Gehlhaar und David Johnson das Feedback Studio in Köln. 1971 war David Johnson zudem technischer Mitarbeiter des Studio voor elektronische Muziek der Universität Utrecht.
Ebenfalls 1971 wurde er Mitglied der Oeldorf Gruppe, einer Musikerkooperative mit Péter Eötvös, Mesías Maiguashca, Gaby Schumacher (Cello) und Joachim Krist (Viola), deren Veranstaltungsserie „Oeldorfer Sommernachtsmusik“ bis 1975 lief. Die Musikaufführungen fanden in einer Scheune eines Bauernhofs in Oeldorf bei Kürten statt, den die Gruppe bewohnte.
Mit Helmut Lachenmann war er im selben Jahr Koordinator des Kompositionsstudios der Internationalen Ferienkurse für Neue Musik in Darmstadt. Bis 1975 blieb er technischer Leiter des Feedback Studio und bis 1984 war er Leiter des elektronischen Studios der Musik-Akademie der Stadt Basel. Zuletzt lebte er in Basel, wo er im Oktober 2021 im Alter von 81 Jahren starb.

## Kompositionen
- Three Pieces for string quartet (1966)
- Dort wo wir leben, Elektronische Musik für den Dokumentarfilm von Kazimierz Karabasz (1967)
- TeleFun, Elektronische Musik (1968)
- Ton-Antiton, Elektronische Musik (1968)
- Prorganica, Klanginstallation (1970)
- Organica I–IV, Klanginstallationen (1970–72)
- Triangles, für Flöte, Klarinette, Cello, und 3 Ringmodulatoren (1975)
- Ars Subtilior Electrica, Elektronische Musik, im Electronischen Studio der Musikakademie Basel realisiert (1977)
- Fallobst, für Tonband, live-Elektronik, Dia-Projektion und begleitende Ereignisse (1984)
- Of burning a candle, für Tonband und Dia-Projektion (1985)
- Gefangene Früchte, Kybernetischer Klangraum (1989/90)
- Weisheit der Erde, für Tonband, live-Elektronik und Dia-Projektion (1990)